# A Billion Lives
Az A Billion Lives egy dokumentumfilm, amelyet Aaron Biebert rendezett és narrált 2016-ban. A film szereplői többek között: Clive Bates, Delon Human és Oliver Kershaw. A film a forradalmi elektronikus cigaretta és használata, a vépelés, és az ártalomcsökkentés ellehetetlenítéséről, valamint az ezekkel kapcsolatos politikai és ipari korrupcióról szól. A film rámutat a nagy gyógyszergyárak, a kormányzat, és dohánygyárak viszálykodásaira az elektromos cigaretta piacon. Különböző megközelítésből vizsgálja az e-cigaretta a médiával, a kultúrával és az érintett érdekeltségekkel való kapcsolatát.

## Áttekintés
A film kezdetekor rögtön szembesül a néző azzal az állítással, hogy "ebben az évszázadban várhatóan egymilliárd ember hal bele a dohányzásba". A film további részében bemutatásra kerül a dohányzás emberi egészségre gyakorolt hatása, beleértve a tüdőrák fokozott kialakulásának a kockázatát, az asztmát, és a krónikus obstruktív tüdőbetegséget (COPD). A Billion Lives film ezután történelmi kitekintést tesz a dohányipari vállalatok világába, illetve a dohányvállalatok kísérleteit mutatja be a dohánytermékek és a dohányzás káros hatásainak eltitkolására. Az interjúk közben sok képen megjelenik az egykori Winston Man, azaz David Goerlitz; ő volt korábban a Winston cigaretta reklámarca, aki dicsőítette a dohányzást, azonban 1980-ban nyilvánosan elítélte a dohányipart, és a dohányzás visszaszorításának szószólójává vált.
A film második felében áthelyeződik a hangsúly a dohányiparról az e-cigaretta és a vele kapcsolatos érdekeltségek felé. Interjúk és beszélgetések hallhatóak Dr. Derek Yach al, az egykori Egészségügyi Világszervezet (WHO) dohányzás-ellenőrzésért felelős vezetőjével; Clive Bates, kiemelkedő dohányzásellenes aktivistával; és sok más szakértővel a tudomány és a szabályozások területéről. Biebert vázolja azt a lehetőséget, hogy az e-cigaretta képes lehet megmenteni a dohányzás miatt várhatóan elveszítendő milliárdnyi élet többségét.
A film utolsó harmadában a gyógyszeripar és az egészségpolitika próbálkozásait helyezi előtérbe, ahogyan megpróbálják az elektromos cigaretta térnyerését megakadályozni, mivel az sérti a multinacionális vállalatok bevételszerzési lehetőségeit. Ezen okok miatt sokan kritikusan szemlélik a vépelést. A harmadik felvonásban a film kitér arra, hogy a pénz is szerves része a dohányipar fennmaradásának, illetve olyan témák merülnek fel, mint a gyógyszeripari vállalatok, a kormányzatok és dohányipari cégek kapcsolata. A dokumentumfilm készítői próbálnak rájönni miért van ilyen negatív előítélet és elfogultság az előbb említett piaci szereplők részéről a vape-eléssel kapcsolatban.
A film rávilágít, milyen hatalmas anyagi források birtokában vannak a dohányfogyasztás köré épülő iparágak. Az  A Billion Lives  a dohányzással kapcsolatos témákkal is igen széles körben és mélyrehatóan foglalkozik.

## Kutatás
A dokumentumfilmhez szükséges anyagok kutatásának munkálatait Aaron Biebert vezette. Biebert Milwaukeeban, Wisconsin megyében él, szakmáját tekintve filmrendező. A rendező és producer az Attention Era Media-nál korábban zenés videókat készített, valamint rendezvényekhez forgatott felvételeket, illetve a közösségi média részére készített történetmesélős filmeket.  A Billion Lives  az első nagyjátékfilmje. Biebert számára először a vape-elés és a dohánycégek váltak érdekessé, ezután jött az ötlet, hogy megfilmesíti a történetet.
A dohány és gőzölés orvosi tényekkel alátámasztott kutatása során szembesült vele, hogy ebben a században egymilliárd ember hal meg a dohányzással összefüggésbe hozható betegségek miatt az előrejelzések szerint, ekkor lett a téma dokumentálása Biebert szenvedélye. Egy interjúban kijelentette: "dühös lettem... a kezdeti érzések után a téma már nagyon személyes számomra."

## Premierek
A Billion Lives világpremierje a tekintélyes Doc Edge Film Fesztivál on történt Wellingtonban, Új-zélandon, 2016 május 10-én, ahol döntőbe került a legjobb nemzetközi film kategóriában.

### Észak Amerika
A Billion Lives egy hatalmas premierrel nyitott Észak Amerikában augusztus 6-án a történelmi Pabst színház ban Milwaukeeban. A filmre érkező nézők teljesen megtöltötték az 1400 fős mozitermet.
Néhány nevesebb vendég a vetítésről: Ron Johnson szenátor, Winston Man, Kurt Loeblich, és Herman Cain rádiós műsorvezető.
Ezután a filmet augusztus 11-én Oklahoma városában mutatták be.
A film REMI díjat kapott a WorldFest Houston eseményen 2016-ban.

### Európa
A film európai premierje június 16-án történt a Varsóban, amelynek a Kultúra és Tudomány Palotája adott otthont. Erős kezdés volt a Global Forum on Nicotine, a dohányzás ártalomcsökkentésével foglalkozó nemzetközi konferencia 0. napján, ahol megkapta az esemény jelképes Dorn díját is.
Európai premierek:
Párizs szeptember 11. Le Grand Rex.
Budapest november 12. Uránia Nemzeti Filmszínház.

### Ausztrália
A Melbourne-i Dokumentumfilm Fesztivál adott helyet a premiernek 2016. július 10-én, ahol Biebert elnyerte a Legjobb Rendező díját, a film pedig a zsűri különdíját.

### Dél-afrika
A Jozi Dokumentumfilm Fesztivál adott helyet a premiernek 2016. szeptember 16-án, ahol a film elnyerte a Legjobb külföldi dokumentumfilm díját.